# 栃木県道353号蒲須坂乙畑線
栃木県道353号蒲須坂乙畑線（とちぎけんどう353ごう かますさかおつはたせん）は栃木県さくら市から矢板市を結ぶ一般県道である。
国道4号の旧道であり、氏家矢板バイパスが2013年3月22日に全線完成・供用され、2年後の2015年3月に県道路線として認定した。

## 路線データ
- 延長：3.786km[2]
- 起点：栃木県さくら市箱森新田（蒲須坂（南）交差点=国道4号交点）
- 終点：栃木県矢板市乙畑（白栗交差点＝国道4号交点）
- 認定：2015年（平成27年）3月20日

## 歴史

### 年表
- 2015年（平成27年）3月20日 - 一般県道として認定。

## 地理

### 通過する自治体
- 栃木県
  - さくら市 - 矢板市

### 交差する道路
| 交差する道路                | 交差する道路                       | 交差点名 | 交差点名           |
| --------------------------- | ---------------------------------- | -------- | ------------------ |
| 国道4号 宇都宮・小山方面    |                                    |          |                    |
| -                           | 国道4号（氏家矢板バイパス）        | さくら市 | 蒲須坂（南）       |
| 栃木県道220号大久保蒲須坂線 | 栃木県道180号蒲須坂喜連川線        | さくら市 | 蒲須坂（北）       |
| -                           | （栃木県道30号矢板那須線接続道路） | 矢板市   | 喜連川工業団地入口 |
| 栃木県道30号矢板那須線      | -                                  | 矢板市   | 乙畑               |
| 国道4号（氏家矢板バイパス） | 国道4号（氏家矢板バイパス）        | 矢板市   | 白栗               |
| 国道4号 白河・郡山方面      |                                    |          |                    |

## 沿線施設
- JR宇都宮線 蒲須坂駅
- 栃木県警さくら警察署 蒲須坂駐在所
- 矢板トラックステーション
- 矢板市立乙畑小学校